# Invasões de Nader Xá ao Império Mogol
As Invasões de Nader Xá ao Império Mogol, foram o período em que Nader Xá, o Xá da Pérsia (1736–47) e o fundador do Império Afexárida, invadiu o Império Mogol, eventualmente atacando Deli em março de 1739. Seu exército tinha derrotado facilmente os mogóis na Batalha de Karnal e acabariam capturando a capital Mogol em consequência da batalha.
A vitória de Nader Xá contra o fraco e instabilizado Império Mogol no oriente significaria que ele poderia voltar para a Pérsia e recomeçar a guerra contra o arquirrival persa, o Império Otomano, mas também recomeçar as campanhas na Ásia central e no Cáucaso.

## Invasão

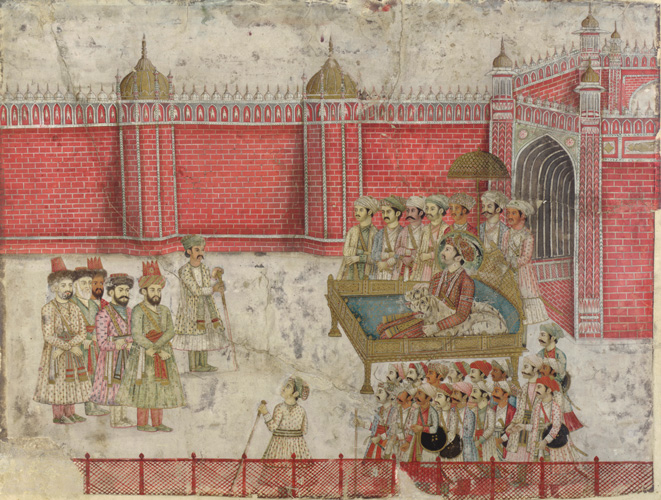
As delegações mogóis e afexáridas negociando

Nader Xá se tronou o governante persa em 1736, seu exército capturou Isfahan da Dinastia Safávida e fundou o Império Afexárida naquele ano. Em 1738, Nader Xá conquistou Candaar, o último refúgio da Dinastia Hotaqui, ele, então, começou a lançar ataques sob as montanhas de Indocuche no norte da Índia, que, naquele tempo, estava sob o controle do Império Mogol. Do mesmo modo que ele se movia entre os territórios mogóis, ele foi lealmente acompanhado por seu aliado georgiano e futuro Rei da Geórgia, Heráclio II, que liderou um contingente georgiano como um comandante militar de parte do exército de Nader.
O Império Mogol tinha se enfraquecido pelas guerras de sucessão que ocorreram durante três décadas após a morte de Aurangzeb, os Maratas hindus do Império Marata haviam capturado vastos territórios no norte e no centro da Índia, enquanto muitos nobres mogóis tinham garantido sua independência e fundaram pequenos estados. Seu governante, Maomé Xá, se provou incapaz de parar a desintegração do Império. A corte imperial era considerada corrupta e fraca enquanto que o país era extremamente rico além da prestígio de Deli ainda estar alta. Nader Xá, atraído pela riqueza do país, tentaria saqueá-la assim como outros invasores estrangeiros antes dele.
Além de Nader ter pedido a Maomé Xá para fechar as fronteiras mogóis ao redor de Cabul, mesmo que ele tenha concordado com a ordem, ele praticamente não tomou nenhuma providência. Nader usou isso como um pretexto para começar a guerra. Junto ao seu aliado georgiano, Heráclio II, que fez parte da expedição como um comandante do exército georgiano, ele começou a longa marcha. Ele derrotou seus inimigos afegãos que estavam fugindo em Indocuche e também tomou cidades grandes como Gázni, Cabul e Pexauar antes de avançar em Punjab e capturou Lahore. Nader avançou pelo rio Indo antes do fim do ano da mesma forma que os mogóis usaram seu exército contra ele.
Na Batalha de Karnal em 13 de fevereiro de 1739, Nader liderou seu exército para a vitória sobre os mogóis, Maomé Xá se rendeu e ambos marcharam para Deli juntos. As chaves da cidade de Delhi foram entregues a Nader. Ele entrou na cidade em 20 de março de 1739 e ocupou a suite imperial de Shah Jahan no forte vermelho. No dia seguinte, o Xá fez um grande durbar na capital.

## Massacre

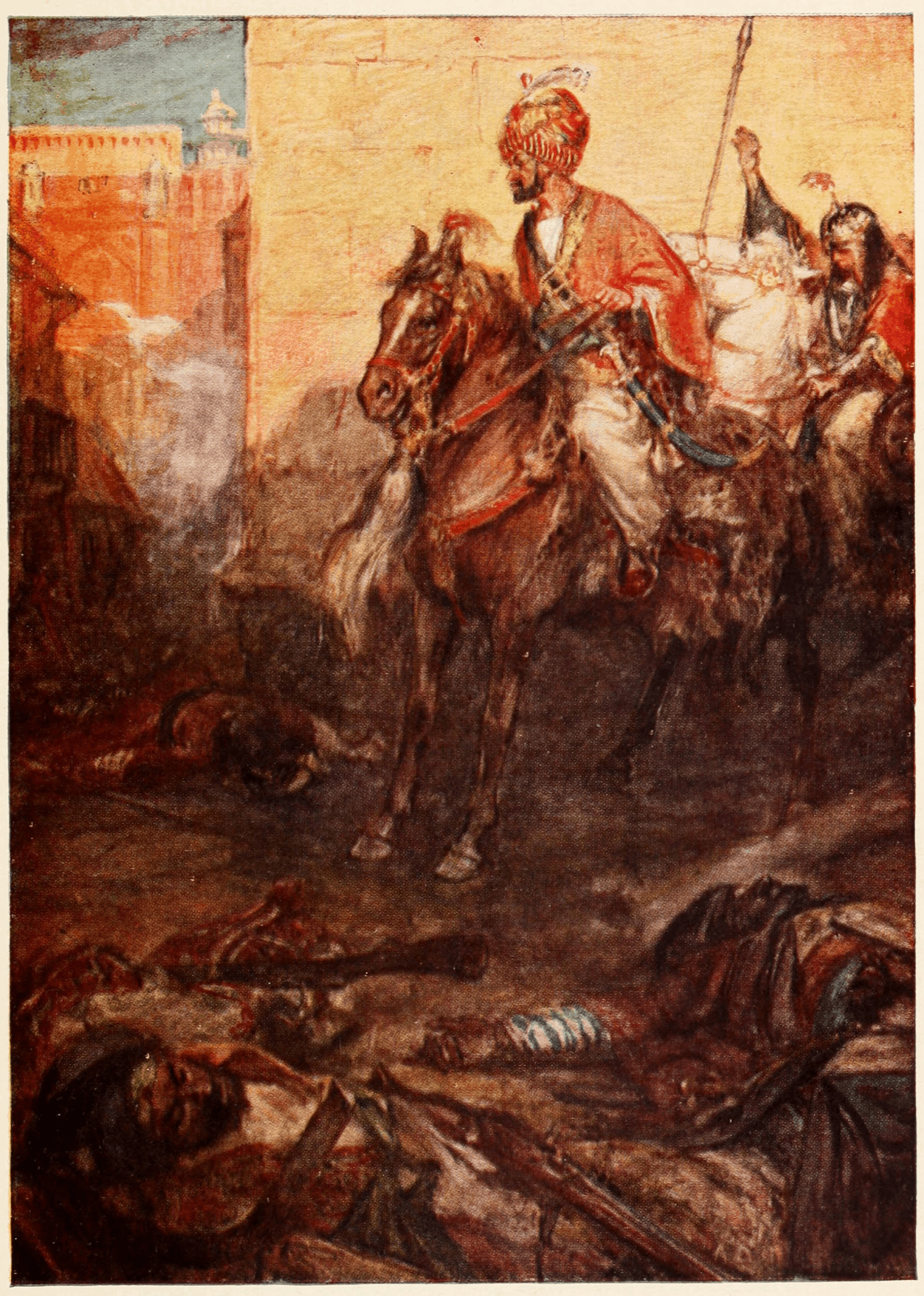
Nader Xá observando os corpos de seus soldados assassinados pelos cidadãos de Deli

A ocupação Afexárida levou a aumento dos preços na cidade. O administrador da cidade tentou consertar os preços para que ficassem ao nível mais baixo possível e o exército Afexárida foi enviado para o mercado de Paharganj, em Deli para conte-los. Entretanto, os mercadores locais se recusaram a diminuir os preços e isso resultou em violência em que alguns dos soldados Afexáridas foram atacados e mortos.
Quando se espalhou o boato de que a Nader havia sido assassinado por uma soldada no Forte Vermelho, alguns indianos atacaram e mataram os soldados Afexáridas durante as revoltas que se iniciaram na noite de 21 de março. Nader, furioso com as mortes, retaliou ordenando que os seus soldados matassem os qatl-e-aam (qatl = matança, aam = publicidade, em público) de Deli.
Áreas de Deli como Chandni Chowk e Dariba Kalan, e as áreas de Fatepuri, Faiz Bazar, Hauz Cazi, Jori Bazar e Laori, além dos portões de Ajmeri e Cabul, todas as áreas que eram densamente povoadas por hindus e muçulmanos, foram rapidamente cobertas por cadáveres. Os muçulmanos, da mesma forma que os Hindus e siques, preferiam recorrer a matar suas próprias mulheres e crianças além deles mesmos a se submeter aos soldados afexáridas.
Nas palavras do Tazkira:
"Aqui e ali alguma oposição foi oferecida, mas na maioria dos lugares, as pessoas foram massacradas resistindo. Os persas puseram mãos violentas em tudo e todos. Por um longo tempo, as ruas permaneceram cheias de cadáveres, como os passeios de um jardim com folhas mortas e flores, a cidade foi reduzida a cinzas. "
Maomé Xá foi forçado a implorar por misericórdia. Esses eventos trágicos foram recordados nas crônicas contemporâneas como: o Tarikh-e-Hindi de Rustão Ali, o Bayan-e-Waqai de Abdul Carim e o Tazkira de Anande Rã Muclis.
Depois de quatro horas de desesperados pedidos mogóis por misericórdia, Nader Xá arrependeu-se e sinalizou uma parada para o derramamento de sangue por embainhar a espada de batalha mais uma vez.

## Causalidades
Foi estimado durante o ataque de seis horas de um dia, 22 de março de 1739, algo entre vinte e trinta mil pessoas indianas, entre elas mulheres e crianças foram mortas pelas tropas afexáridas durante o massacre da cidade. As causalidades exatas são desconhecidas, já que após o massacre, os corpos das vitimas foram simplesmente queimados em fossos ou cremados em piras sem nenhum registro ter sido feito de números de cremados ou queimados.

## Consequências
A cidade de Deli era tão rica antes da invasão de Nader que ele acabou com os impostos na Pérsia durante três anos após o seu retorno. A vitória de Nader Xá contra o enfraquecido Império Mogol no leste significava que ele poderia voltar para o oeste e lutar contra os Otomanos. O sultão otomano Mamude I iniciou a Guerra Otomano-Persa, em que Maomé Xá apoiou abertamente os otomanos até a sua morte em 1748.

A campanha de Nader alertou, como um invasor estrangeiro, a Companhia Britânica das Índias Orientais sobre a extrema fraqueza do Império Mogo e a possibilidade dele estar passando por um vácuo de poder.